# Миезис, Альберт
Альберт Петерис Миезис-Залитис (латыш. Alberts Miezis; 3 сентября 1908, Эллейская волость, Добленский уезд, Курляндская губерния, Российская империя — сентябрь 1941, близ Матиши) — латвийский журналист, редактор и общественный деятель.

## Биография
В 1929 году окончил Елгавский педагогический институт. Член союза «Трудовая молодёжь» («Darba Jaunatne»).
После государственного переворота 1934 года был членом нелегального профсоюза трудовой молодёжи Латвии (1935) и членом его Центрального комитета.
В апреле 1940 года арестован за антигосударственную деятельность. После ввода советских войск в Латвию вышел на свободу и был избран депутатом Народного Сейма Латвии.
Член компартии Латвии с 1940 года.
Назначен редактором газеты «Свободная молодёжь» («Brīvā Jaunatne»).
В начале Великой Отечественной войны воевал против немецко-фашистских войск на территории Латвии, попал в плен.
В сентябре 1941 года как коммунист был расстрелян.